# Supersatellite
«Supersatellite» es el cuarto sencillo de su primer álbum, Naveed (1994), de la banda Our Lady Peace.

## Significado
Al igual que muchas otras canciones, «Supersatellite» fue inspirada por un libro. Raine declaró: "Yo creo que es por Ken Carey, y se titula "Eres la semilla, el origen de mucho de lo que está por venir".